# Liste der Kulturdenkmäler in Leubsdorf (am Rhein)
In der Liste der Kulturdenkmäler in Leubsdorf sind alle Kulturdenkmäler der rheinland-pfälzischen Ortsgemeinde Leubsdorf einschließlich der Ortsteile Hesseln und Krumscheid aufgeführt. Grundlage ist die Denkmalliste des Landes Rheinland-Pfalz (Stand: 9. Februar 2023).

## Denkmalzonen
| Bezeichnung                    | Lage                                   | Baujahr                     | Beschreibung                                                                                 | Bild                           |
| ------------------------------ | -------------------------------------- | --------------------------- | -------------------------------------------------------------------------------------------- | ------------------------------ |
| Denkmalzone Jüdischer Friedhof | Leubsdorf, Im Eisel, hinter Nr. 4 Lage | 17. Jahrhundert oder früher | Waldgrundstück mit wenigen verstreuten Grabsteinen, wegen der frühen Gründung sehr bedeutend | weitere Bilder Fotos hochladen |

## Einzeldenkmäler
| Bezeichnung                          | Lage                                            | Baujahr                            | Beschreibung | Bild                           |
| ------------------------------------ | ----------------------------------------------- | ---------------------------------- | --- | ------------------------------ |
| Wohnhaus                             | Leubsdorf, Bachstraße 37 Lage                   | 18. Jahrhundert                    | kleines Fachwerkhaus, 18. Jahrhundert | Fotos hochladen                |
| Wegekreuz                            | Leubsdorf, Hauptstraße, bei Nr. 3a Lage         | 1692                               | Wegekreuz, bezeichnet 1692 | Fotos hochladen                |
| Wegekreuz                            | Leubsdorf, Hauptstraße, gegenüber Nr. 11 Lage   | 1719                               | Wegekreuz, barock, bezeichnet 1719 | Fotos hochladen                |
| Wohnhaus                             | Leubsdorf, Hauptstraße 15 Lage                  | um 1800                            | stattliches Fachwerkhaus, Mansarddach, um 1800 | Fotos hochladen                |
| Wohnhaus                             | Leubsdorf, Hauptstraße 16 Lage                  | erste Hälfte des 19. Jahrhunderts  | dreigeschossiger klassizistischer Walmdachbau, erste Hälfte des 19. Jahrhunderts                                                                           | BW                             |
| Burg Leubsdorf                       | Leubsdorf, Hauptstraße 22 Lage                  | 14. oder 15. Jahrhundert           | Burghaus; stattlicher dreigeschossiger spätgotischer Massivbau, polygonales Fachwerk-Ecktürmchen; daran eingeschossiges barockes Fachwerkhaus, Mansarddach | weitere Bilder Fotos hochladen |
| Wohnhaus                             | Leubsdorf, Hauptstraße 28 Lage                  | 16. Jahrhundert                    | Fachwerkhaus, 16. Jahrhundert oder älter; Fachwerkquerbau, 18. Jahrhundert                                                                                 | Fotos hochladen                |
| Wohnhaus                             | Leubsdorf, Hauptstraße 52/54 Lage               | 17. oder 18. Jahrhundert           | Fachwerkhaus, teilweise verputzt, 17. oder 18. Jahrhundert                                                                                                 | BW                             |
| Wohnhaus                             | Leubsdorf, Hauptstraße 59 Lage                  | 1753                               | Fachwerkhaus, teilweise massiv, bezeichnet 1753, im Kern älter; rückwärtig Fachwerkanbau, 18. Jahrhundert                                                  | Fotos hochladen                |
| Wohnhaus                             | Leubsdorf, Hauptstraße 64 Lage                  | 17. oder 18. Jahrhundert           | stattliches Fachwerkhaus, 17. oder 18. Jahrhundert | Fotos hochladen                |
| Brunnen                              | Leubsdorf, Hauptstraße, bei Nr. 64 Lage         | zweite Hälfte des 19. Jahrhunderts | Pumpbrunnen, Gusseisen, zweite Hälfte des 19. Jahrhunderts                                                                                                 | Fotos hochladen                |
| Wohnhaus                             | Leubsdorf, Hauptstraße 66 Lage                  | 18. Jahrhundert                    | Fachwerkhaus mit Querbau, 18. Jahrhundert | Fotos hochladen                |
| Wohnhaus                             | Leubsdorf, Hauptstraße 73 Lage                  | 17. oder 18. Jahrhundert           | winkelförmiges Fachwerkhaus, teilweise massiv, 17. oder 18. Jahrhundert; Fachwerkquerbau, teilweise verputzt, bezeichnet 1749                              | BW                             |
| Mühle                                | Leubsdorf, Hauptstraße 99 Lage                  | 18. Jahrhundert                    | ehemalige Mühle; Fachwerkbau, teilweise massiv, 18. Jahrhundert                                                                                            | Fotos hochladen                |
| Hofanlage                            | Leubsdorf, Hauptstraße 126/128 Lage             | 18. Jahrhundert                    | Fachwerkhaus, 18. Jahrhundert, Fachwerk-Nebengebäude, teilweise massiv, 18. Jahrhundert                                                                    | Fotos hochladen                |
| Hofanlage                            | Leubsdorf, Im Alten Hahn 3 Lage                 | 17. oder 18. Jahrhundert           | kleiner Winkelhof; Fachwerkhaus, teilweise verputzt, eventuell noch aus dem 17. Jahrhundert, Fachwerkscheune, 18. Jahrhundert                              | Fotos hochladen                |
| Wegekreuz                            | Leubsdorf, Im Alten Hahn, gegenüber Nr. 34 Lage | 1691                               | Wegekreuz, barock, bezeichnet 1691 | weitere Bilder Fotos hochladen |
| Katholische Pfarrkirche St. Walburga | Leubsdorf, Kirchstraße Lage                     | zweite Hälfte des 13. Jahrhunderts | neugotische Basilika, 1905/06, Westturm aus der zweiten Hälfte des 13. Jahrhunderts                                                                        | weitere Bilder Fotos hochladen |
| Wohnhaus                             | Leubsdorf, Kreuzstraße 6 Lage                   | 17. oder 18. Jahrhundert           | Fachwerkhaus, 17. oder 18. Jahrhundert | Fotos hochladen                |
| Wegekreuz                            | Leubsdorf, Kreuzstraße, bei Nr. 65 Lage         | 1671                               | Wegekreuz, bezeichnet 1671 | weitere Bilder Fotos hochladen |
| Hubertushof                          | Leubsdorf, südöstlich des Ortes Lage            |                                    | Hubertushof | BW                             |
| Wohnhaus                             | Hesseln, Dorfstraße 29a Lage                    | 18. Jahrhundert                    | Fachwerkhaus, teilweise massiv, 18. Jahrhundert | BW                             |
| Wohnhaus                             | Krumscheid, Nr. 177 Lage                        | 18. Jahrhundert                    | Fachwerkhaus, teilweise massiv, 18. Jahrhundert | BW                             |